# Frygia

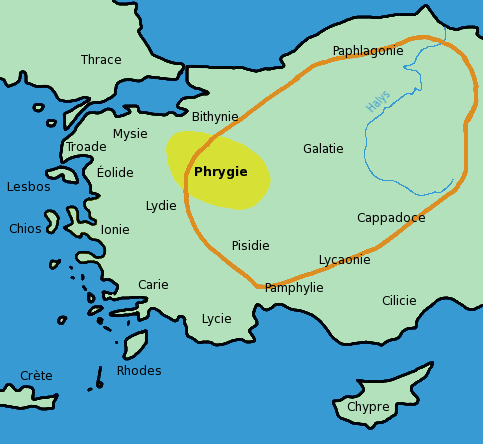
Mapa Azji Mniejszej

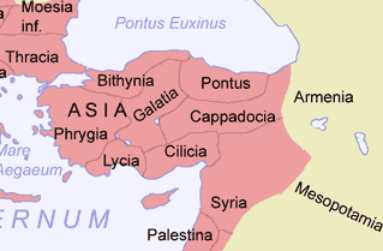
Frygia jako prowincja rzymska

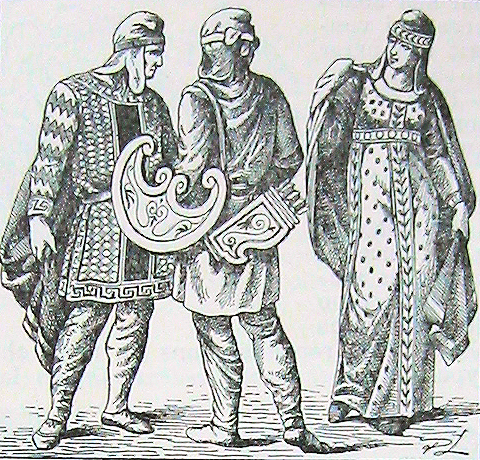
Frygowie

Frygia (gr. Φρυγία Phrygía, łac. Phrygia) – starożytna kraina w zachodniej części Azji Mniejszej, położona między Bitynią, Myzją, Lidią, Karią, Licją, Pizydią, Likaonią i Galacją.
Znana z bardzo rozwiniętego rolnictwa i chowu bydła, a także z cennych surowców kopalnych (kopalnie złota oraz kamieniołomy marmuru). Zamieszkiwali ją spokrewnieni z Trakami indoeuropejscy Frygijczycy, przybyli na te ziemie około 1000 r. p.n.e. Tradycyjną stolicą ich państwa było Gordion. Aż do najazdu Kimerów (około 700 p.n.e.) Frygia pozostawała niezależnym królestwem. Rozkwit jej sztuki przypadł właśnie w IX i VIII w. p.n.e.; wywierała również silny kulturowy wpływ w sferze ówczesnych wierzeń – w klasycznej religii grecko-rzymskiej niektóre z greckich mitów mają bezsprzeczne pochodzenie frygijskie. Jako bóstwa rodzime czczono szczególnie Mena, Kybele, Attisa i Sabazjosa, których kult rozprzestrzenił się później szerzej w regionie śródziemnomorskim.
Około 600 p.n.e. Frygia dostała się pod panowanie Lidyjczyków, a w 546 p.n.e. Persów. Ponad dwieście lat później zdobył ją Aleksander Wielki. Po jego śmierci (323 p.n.e.) pozostawała pod zmiennymi rządami diadochów. W III wieku p.n.e. na jej terytorium osiedlili się celtyccy Galatowie. Od 188 r. p.n.e. Frygia znajdowała w granicach państwa pergamońskiego i wraz z nim została w 133 p.n.e. przekazana we władanie Rzymianom przez Attalosa III, ostatniego króla Pergamonu.
Kraina bardzo wcześnie uległa chrystianizacji. Jak podaje Euzebiusz z Cezarei (Historia Ecclesiae XVI) w czasach Dioklecjana jedno z miast frygijskich było całkowicie chrześcijańskie. Jednym z ważniejszych miejscowych świętych z II wieku, któremu przypisuje się wiele cudów i nawróceń, był biskup Hierapolis Avircius Marcellus (Abercius).
Po podziale Imperium Rzymskiego w 395 n.e. małoazjatycka Frygia należała do cesarstwa wschodniorzymskiego. Po bitwie pod Manzikertem w 1071 roku przejściowo znalazła się pod panowaniem Seldżuków. Pod koniec XI wieku, wraz z całą zachodnią Anatolią, wróciła pod panowanie Bizantyńczyków. W 1204 roku, po zdobyciu Konstantynopola przez krzyżowców IV krucjaty, gdy cesarstwo bizantyńskie uległo rozpadowi, terytorium Frygii weszło w skład Cesarstwa Nikei. Po odzyskaniu Konstantynopola w 1261 roku, za rządów cesarza Michała VIII Paleologa, Frygia znów należała do Cesarstwa Bizantyńskiego. W XIV wieku jej terytorium podbili Turcy osmańscy. Odtąd jako kraina historyczna pozostaje częścią Turcji.